# Andreas Neeser
Andreas Neeser (* 25. Januar 1964 in Schlossrued) ist ein Schweizer Schriftsteller.

## Leben und Wirken
Andreas Neeser studierte Germanistik, Anglistik und Literaturkritik an der Universität Zürich. Über viele Jahre arbeitete er im Brotberuf am Gymnasium als Deutschlehrer im Teilamt. Er unternahm zwischendurch längere Auslandsaufenthalte in London, Paris, Berlin, Plogoff und Lissabon. Von 2003 bis 2011 engagierte er sich in Aufbau und Leitung des Aargauer Literaturhauses in Lenzburg. 2012 wurde er ans Internationale Poesiefestival Medellín eingeladen.
Andreas Neeser lebt in Suhr bei Aarau und arbeitet als Lehrer für Deutsch an der Alten Kantonsschule Aarau.
Andreas Neeser ist Mitglied des Verbandes Autorinnen und Autoren der Schweiz und des Deutschschweizer P.E.N. und Jury-Mitglied des Franz-Tumler-Literaturpreises (Laas, Südtirol).

## Auszeichnungen und Preise
- 1991, 1992, 1998, 2005, 2006, 2007, 2012: Werkbeiträge Aargauer Kuratorium
- 1999: Ingeborg-Bachmann-Wettbewerb: Stipendium für den 3. Klagenfurter Literaturkurs
- 2001: Aufenthaltsstipendium Aargauer Kuratorium in Berlin
- 2006: Lyrikpreis Meran: Medienpreis RAI Bozen
- 2007: Pro Argovia Artist 2007/2008
- 2008: Feldkircher Lyrikpreis
- 2010: Atelierstipendium der Landis & Gyr Stiftung in Berlin
- 2012: Atelierstipendium Kulturministerium Rheinland-Pfalz im Künstlerhaus Edenkoben
- 2012: Atelierstipendium des Ministeriums für Wissenschaft, Forschung und Kunst des Landes Baden-Württemberg im Stuttgarter Schriftstellerhaus
- 2013: Werkbeitrag der UBS-Kulturstiftung
- 2014: Werkbeitrag der Schweizer Kulturstiftung Pro Helvetia
- 2016: Lyrikempfehlung 2016 der Deutschen Akademie für Sprache und Dichtung (für „Wie halten Fische die Luft an“)
- 2018: Werkbeitrag Aargauer Kuratorium
- 2021: Werkbeitrag Aargauer Kuratorium

## Werke
- Schattensprünge. Roman. Pendo, Zürich 1995, ISBN 3-85842-286-X.
- Treibholz. Lyrik. Pendo, Zürich 1997, ISBN 3-85842-314-9; Wolfbach Verlag, Zürich 2004, ISBN 3-9522831-6-9.
- Schweres Blut. Theaterstück. UA: Reithalle Aarau, Regie Heinz Schmid, 2002
- Tote Winkel. Erzählungen. Wolfbach, Zürich 2003, ISBN 3-9522831-2-6.
- Geträumt hab ich jede Nacht von dir. Kammeroper nach einem Stoff von Paul Haller (mit dem Komponisten Michael Schneider). Konzertante Teil-UA: Kultur- und Kongresshaus Aarau, 2003
- Lauter Zwischenton. Notate. Offizin S., Meran 2004
- Gras wächst nach innen. Gedichte. Wolfbach, Zürich 2004, ISBN 3-9522831-7-7.
- Die Sonne ist ein nasser Hund. Miniaturen. Wolfbach, Zürich 2006, ISBN 3-9523057-2-3.
- Schichtungen. Gedichte. Offizin S., Meran 2006
- Grenzland. Ein Klangbuch. Buch mit Audio-CD (mit Martin Merker, Violoncello). Wolfbach, Zürich 2007, ISBN 978-3-9523057-4-4.
- Mirame!, Kreation der Tanzcompagnie Flamencos en route mit Texten von Andreas Neeser. UA: Theater Casino Zug, 2008.
- No alles gliich wie morn. Geschichten und Gedichte. Zytglogge, Oberhofen am Thunersee 2009, ISBN 978-3-7296-0788-0.
- Unsicherer Gund. Erzählungen. Haymon Verlag, Innsbruck 2010, ISBN 978-3-85218-635-1.
- Giacomettis Bauch. Innenansichten. Haymon Verlag, Innsbruck 2010, ISBN 978-3-85218-685-6.
- Luftposcht. Mundart-Chansons. Audio-CD, zusammen mit Michel Erismann. Phonag Records, Winterthur 2012.
- Fliegen, bis es schneit. Roman. Haymon Verlag, Innsbruck 2012, ISBN 978-3-85218-731-0.[1]
- Zwischen zwei Wassern. Roman. Haymon Verlag, Innsbruck 2014, ISBN 978-3-7099-7132-1.
- S wird nümme, wies nie gsi isch. Mundartprosa. Zytglogge, Oberhofen am Thunersee 2014, ISBN 978-3-7296-0890-0.
- Wie halten Fische die Luft an. Gedichte. Haymon Verlag, Innsbruck 2015, ISBN 978-3-7099-7219-9.
- Ravi und Oli in Grünland, Erzählung für Kinder ab 6 Jahren, zus. mit Lea Guidon, mit Illustrationen von Marc Locatelli, Orell Füssli Verlag, Zürich 2015, ISBN 978-3-280-03488-0.
- Nüüt und anders Züüg, Mundartprosa, Zytglogge, Basel 2017, ISBN 978-3-7296-0955-6.
- Wie wir gehen, Roman, Haymon-Verlag, Zürich 2020, ISBN 978-3-7099-3485-2.
- Alpefisch. Zytglogge, Basel 2020, ISBN 978-3-7296-5035-0.
- Das befreite Bethulien, Neufassung des Librettos zu W. A. Mozarts Oratorium «La Betulia Liberata». UA: Stadtkirche Aarau, im Rahmen der Mendelssohntage 2021.

## Übersetzungen
- Grass grows inward, Poems, translated from the German by Marc Vincenz, Spuyten Duyvil Publishing, New York 2014, ISBN 978-0-923389-44-4 (Deutsche Originalausgabe: Gras wächst nach innen, Wolfbach, 2004.)
- Hierba que se adentra, poemas, traducción al español: José Aníbal Campos, E.d.a. libros Benalmadena, Málaga 2016. ISBN 978-84-92821-76-1 (Deutsche Originalausgabe: Gras wächst nach innen, Wolfbach, 2004.)